# 홍정표
홍정표(1916년 2월 21일~2002년 5월 9일)는 대한민국의 정치인이다. 제5대 국회의원을 지냈다.

## 역대 선거 결과
|  | 39.43% |

|  | 47.29% |

|  | 26.39% |

|  | 25.64% |